# Психическое здоровье Сталина

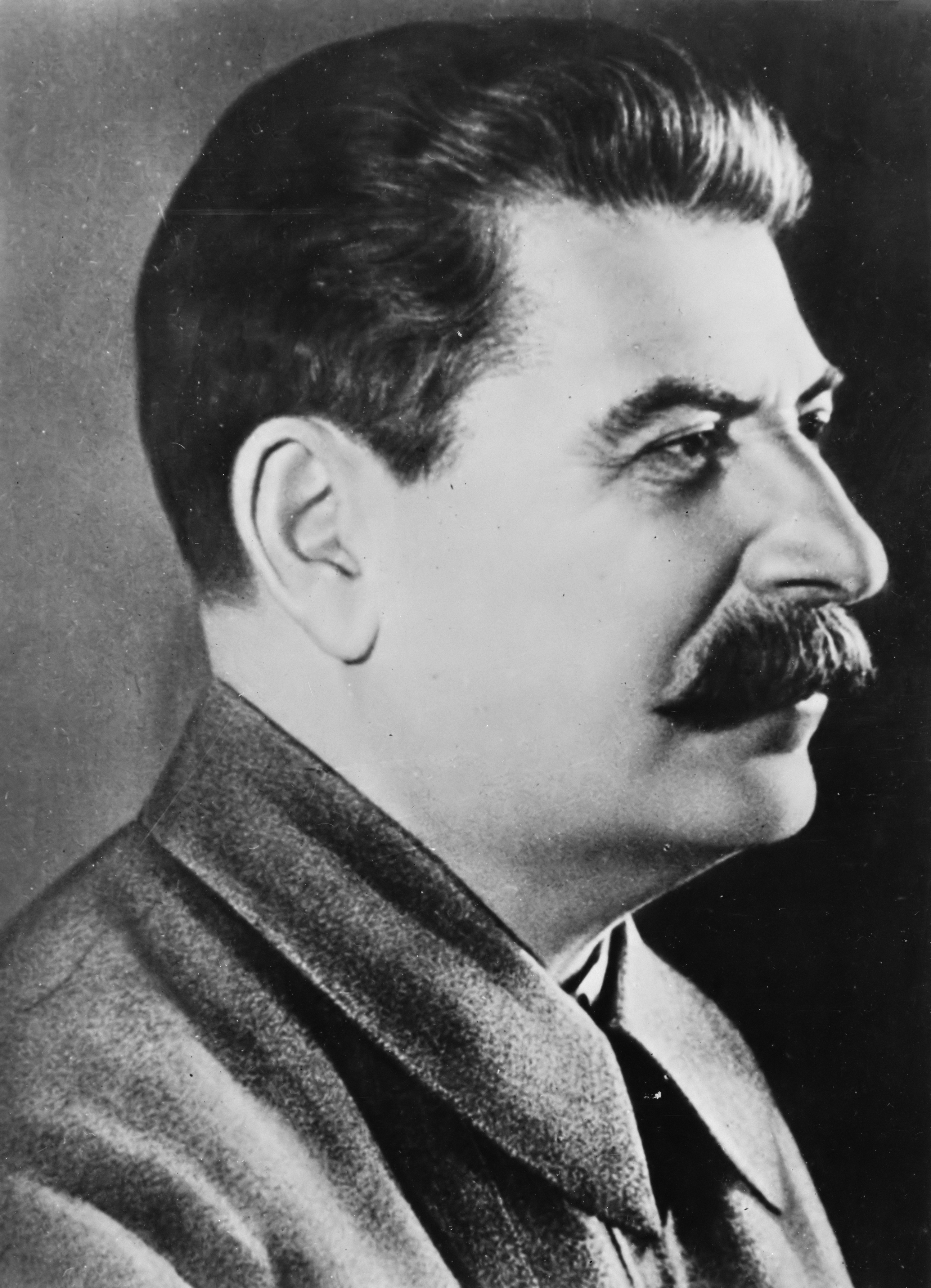
И. В. Сталин (1942 год)

Психи́ческое здоро́вье И. В. Ста́лина является объектом исследования и анализа ряда экспертов, таких как психологи, психоаналитики, психиатры, психотерапевты, неврологи, политологи и историки. Составители психобиографии Сталина используют теоретические методы психологии и психиатрии для анализа развития его психики и состояния его внутреннего мира.
Исследователи отмечают в характере Сталина такие черты, как нарциссизм, порождённый комплексом неполноценности, тщеславие, социопатию, садистские наклонности, бред преследования, бред величия и параноидность. Известный психоаналитик и один из основателей неофрейдизма Эрих Фромм в своём исследовании по уровню деструктивности и садизма ставил Сталина в один ряд с Гитлером и Гиммлером. Роберт Такер утверждал, что Сталин страдал психическим расстройством (был «патологической личностью, где-то на континууме психиатрических проявлений, означающих паранойю»). История болезни и результаты вскрытия показывают, что у Сталина было несколько ишемических инсультов (лакунарных, но вероятно также и атеротромботических), что, по мнению президента Всемирной федерации неврологов В. Хачински, привело не только к сосудистым когнитивным нарушениям, но и к прогрессирующему расстройству психики. В то же время Хачински считает маловероятным, что Сталин страдал тяжёлым психическим заболеванием до своего 70-летия, поскольку он был способен проводить трудные переговоры и добиваться успехов в руководстве.
Большинство упомянутых в данной статье исследований проводилось после смерти Сталина на основе документов и свидетельств. Однако В. М. Бехтерев, Д. Д. Плетнёв и А. Л. Мясников обследовали Сталина при жизни и также пришли к выводу о наличии отклонений в его психическом здоровье (см. раздел «Паранойя»).

## Формирование психики

### Отношения с родителями
В попытке найти причину возникновения некоторых черт личности Сталина составители его психобиографии обращаются к его детству.
Согласно прижизненным биографиям Сталина и воспоминаниям его дочери Светланы Аллилуевой, мать Иосифа, Екатерина Джугашвили, была обременённой тяжёлым трудом женщиной-пуританкой, которая часто била своего единственного оставшегося в живых ребёнка, но была безгранично предана ему.[стиль] Друг детства Сталина Давид Мачавариани говорит: «Като окружала Иосифа чрезмерной материнской любовью и, подобно волчице, защищала его от всех и вся. Она изматывала себя работой до изнеможения, чтобы сделать счастливым своего баловня». В интервью американскому журналу Екатерина сказала: «Coсо был моим единственным сыном. Конечно, он был дорог мне. Дороже всего на свете». Позднее Екатерина была разочарована, когда её сын так и не стал священником, хотя он и посещал духовную семинарию в Тифлисе.
Отец Сталина, Виссарион (Бесо), работал сапожником и был подвержен пьянству и приступам жестокости. Он избивал Екатерину и наносил маленькому Coco «незаслуженные, ужасные побои». Был случай, когда ребёнок попытался защитить мать от избиения отца. Он бросил в Виссариона нож и пустился наутек. Согласно воспоминаниям сына полицейского в Гори, в другой раз Виссарион ворвался в дом, где находились Екатерина и маленький Coco, и набросился на них с побоями, ранив ребёнка в голову.
Аллилуева пишет, что когда Coco было одиннадцать лет, Виссарион «погиб в пьяной драке — кто-то ударил его ножом». К тому времени сам Coco проводил много времени в уличной компании молодых хулиганов Гори.
Учившийся вместе со Сталиным Иосиф Иремашвили говорит, что смерть отца «не произвела никакого впечатления на мальчика». Однако Дэниел Ранкур-Лаферрьер считает, что это крайне маловероятно с точки зрения психоанализа. Несмотря на жестокость Виссариона, он всё же был одним из самых важных людей в жизни Coco. Ранее испытанное им желание смерти отца, когда он бросил в него нож, исполнилось буквально. Мысль о том, что можно фактически уничтожать своих противников, должно быть, закралась в подсознание Сталина задолго до того, как он начал уничтожать настоящих и воображаемых врагов, уже будучи взрослым человеком. Об этом же пишет Роберт Такер, который делает вывод, что детское желание смерти отца со стороны ребёнка как бы воплотилось в реальной жизни, где нож как орудие убийства явился своеобразным символом, напоминавшим Сталину о его вине. Лассуэлл также отмечал, что психопатологические «личные аффекты Сталина переносились на „общественные объекты“».
Другим важным фактором, который, по мнению психобиографов Сталина, предопределил его политическое поведение, был страх, возникший в детстве на почве того, что отец часто избивал его и мать, пинал их сапогами. Страх быть битым сохранился у Сталина на всю жизнь, и его защитные реакции вылились в разнообразные формы, включая любовь к высоким сапогам, с помощью которых он в буквальном смысле пинал своих детей, или использование изощрённых средств надругательства над людьми, где пинки имели метафорическое значение.
Взрослый Сталин отрицал, что провёл ранние годы в атмосфере насилия. Когда биограф Эмиль Людвиг, частично использующий фрейдизм, прямо спросил Сталина, плохо ли обращались с ним родители, тот ответил: «Нет. Мои родители были необразованные люди, но обращались они со мной совсем не плохо». По мнению Ранкур-Лаферьера, вероятнее всего, Сталин просто не помнил о тех ужасных побоях, которые испытал в детстве от отца.

### Социальный статус и телесные дефекты
Сталин был выходцем из низшего сословия и имел различные телесные дефекты: левая рука короче правой, второй и третий пальцы на левой ноге были сращены вместе, маленький рост — 160 см, лицо в оспинах. В связи с этим, согласно Ранкур-Лаферьеру, Сталин с детства испытывал чувство неполноценности, что также сказалось на формировании его характера и психики. В дореволюционных источниках, в полицейских досье рост: 169 и 174 см. По сведениям историка Б. С. Илизарова, до конца жизни весил около 70 кг при росте 170 см. Из дневника Феликса Чуева «Сто сорок бесед с Молотовым», по воспоминаниям последнего: 

– Ленин ростом не выше Сталина был, но более коренастый. Потом у Сталина брюшко появилось…

– Сталин говорил, что, когда он был в сибирской ссылке, тамошние крестьяне его называли в деревне Оська Корявый. Оспинки были на лице, но малозаметные. Если присмотришься… Когда мне об этом говорят, я вспоминаю.
По сведениям Ранкур-Лаферьера, Сталин очень мало путешествовал на Западе, не владел ни одним европейским языком, был плохим оратором, и его считали, в лучшем случае, весьма посредственным теоретиком.  По сведениям Б. С. Илизарова, Сталина признавали приятным и очаровательным в общении многие мировые государственные деятели: Черчилль, Рузвельт, де Голль; писатели и журналисты: Барбюс, Роллан, Фейхтвангер, Уэллс и другие. Молотов вспоминал: «Вообще, Сталин красивый был. Женщины должны были увлекаться им. Он имел успех».
Как считает Ранкур-Лаферьер, главным источником развития нарциссизма, тщеславия и социопатии у взрослого Сталина были всё же не физические дефекты, a его отношения с родителями в детском возрасте.

### Стихотворения Сталина
Для анализа личности Иосифа Сталина использовались его стихотворения, созданные в юности и опубликованные в грузинской прессе в 1895—1896 годах. Британский литературовед, профессор русской и грузинской литературы Колледжа королевы Марии Лондонского университета Дональд Рейфилд в статье «Сталин как поэт» (англ. «Stalin as Poet»») (1985) отмечал сходство стихотворения юного поэта с поэзией французского символиста Жюля Лафорга, которого он с иронией называл «гротескно-лунатичным». Сюжет стихотворения Сталина, в котором человек, находящийся в состоянии «депрессии / угнетения», обретает надежду под влиянием света луны, по мнению исследователя, имеет «более чем безумный смысл» (англ. «has more than lunatic implications»). В трёх из пяти опубликованных в газете Иверия стихотворениях он отметил ряд особенностей. Одной из них является «вертикальная дистанция», выражающаяся в соотнесении вершин («чистая гора», «ледник», «луна», «протянутые руки») и глубин («поверженные на землю», «поверженные»). По мнению исследователя, она свидетельствует для психолога о маниакально-депрессивном характере поэта (англ. «which might give a psychologist an inkling of the poet’s manic-depressive make-up»). Вторая особенность — использование начинающим поэтом глаголов, в которых имплицитно заложен смысл термина «насилие» («повесить», «хватать»). В более поздней книге «Сталин и его подручные» Рейфилд распространил с небольшими уточнениями эту характеристику на всё поэтическое творчество будущего политика.

## Садистские наклонности
Знаменитый психоаналитик Эрих Фромм в своей книге «Анатомия человеческой деструктивности» описывает Сталина как «классический пример несексуального садизма»:

Одним из самых ярких исторических примеров как психического, так и физического садизма был Сталин. Его поведение — настоящее пособие для изучения несексуального садизма (как романы Маркиза де Сада были учебником сексуального садизма). Он первый приказал после революции применить пытки к политзаключённым; это была мера, которую отвергали русские революционеры, пока он не издал приказ. При Сталине методы НКВД своей изощрённостью и жестокостью превзошли все изобретения царской полиции. Иногда он сам давал указания, какой вид пыток следовало применять.

Другой формой проявления садизма Сталина, согласно Фромму, была абсолютная непредсказуемость его поведения. Были случаи, когда людей, арестованных по его приказу, после пыток и тяжёлых обвинений освобождали, а через несколько месяцев (или лет) они снова назначались на высокие посты, и притом без всяких объяснений.
Сиомопулос и Гольдсмит используют термин «характерологический садизм»: по их мнению, «Сталин наслаждался, причиняя боль другим, но при этом не испытывал сексуального возбуждения».
Гарольд Дуайт Лассуэлл характеризует навязчивую идею Сталина о битье как в прямом, так и в переносном смысле ярким примером «перенесения личных мотивов с объектов семьи на объекты общества».
H. С. Хрущёв и Р. А. Медведев утверждают, что во время сталинских репрессий, когда для получения признательных показаний применялись пытки, Сталин не только знал об их применении, но и прямым образом приказывал применять «методы физического воздействия» против «врагов народа» и при случае даже уточнял, какой вид пыток надо использовать.
Историк и писатель А. В. Антонов-Овсеенко утверждал следующее: «Операции по истреблению безоружных подданных он планировал, готовил и осуществлял сам. Он охотно входил в технические детали, его радовала возможность непосредственного участия в „разоблачении“ врагов. Особое наслаждение доставляли генсеку очные ставки, и он не раз баловал себя этими поистине дьявольскими представлениями».
Бывший начальник политического управления Дальстроя И. К. Сидоров вспоминал :

В 1938 г. Сталин пригласил представителей «Дальстроя» в Кремль для вручения наград за перевыполнение плана добычи золота. Начальники приисков Виноградов, Анисимов и Ольшанский позже рассказывали, что затем Сталин вызвался побеседовать с ними. Он спросил: «Как на Севере работают заключенные?» — «Живут в крайне тяжелых условиях, питаются плохо, а трудятся на тяжелейших работах. Многие умирают. Трупы складывают штабелями, как дрова, до весны. Взрывчатки не хватает для рытья могил в вечной мерзлоте», — ответили ему. Сталин усмехнулся: «Складывают, как дрова… А знаете, чем больше будет подыхать врагов народа, тем лучше для нас»

### Отношение к родственникам
Как отмечает Дэниел Ранкур-Лаферрьер, ссылаясь на историка А. В. Антонова-Овсеенко и военного историка Альберта Ситона, к своим сыновьям Сталин по большей части относился с ненавистью: «Хозяин дал своему сыну Василию довольно необычное воспитание. Васька имел обыкновение отлынивать в школе, но учителя не решались ставить ему плохие отметки. Однажды Генсек пришёл в школу и попросил, чтобы с его сыном обращались строже. Дома он сбил мальчика с ног и пинал его сапогами — своими сапогами. Это происходило на глазах дочери».
Другой сын Сталина, Яков (от первой жены Екатерины), тоже сносил оскорбления, когда стал жить с отцом в Кремле. Сталин обычно называл Якова «мой дурак». Бежавший из СССР разведчик и дипломат А. Г. Бармин заявлял: «Сталин бил его, как когда-то сам был бит отцом, сапожником, который часто бывал пьян». Л. Д. Троцкий даёт подробности того, как Сталин оскорблял Якова, и приходит к тому же выводу относительно корней подобного поведения: «Мальчик Яша подвергался частым и суровым наказаниям со стороны отца. Как большинство мальчиков тех бурных времен, Яша курил. Отец, сам не выпускавший трубки изо рта, преследовал этот грех с неистовством захолустного семейного деспота, может быть, воспроизводя педагогические приёмы Виссариона Джугашвили. Яша вынужден был иногда ночевать на площадке лестницы, так как отец не впускал его в дом. С горящими глазами, с серым отливом на щеках, с сильным запахом табака на губах Яша нередко искал убежища в нашей кремлёвской квартире. „Мой папа сумасшедший“, — говорил он с резким грузинским акцентом. Мне думается сейчас, что эти сцены воспроизводили, с неизбежными отличиями места и времени, те эпизоды, которые разыгрывались тридцатью пятью годами раньше в Гори, в домике сапожника Виссариона».
Как отмечает Ранкур-Лаферьер, отождествление с агрессором замкнуло круг, когда сын по отношению к собственным сыновьям вел себя так же, как вёл себя с ним его отец. Сталин в этом отношении был совершенно типичен, так как детскими психиатрами общепризнано, что «наказывающие детей родители сами подвергались родителями телесным и эмоциональным оскорблениям».
Доктор исторических наук Геннадий Костырченко пишет, что самоубийство в ноябре 1932 года жены Сталина Надежды Аллилуевой оказало сильное негативное воздействие на его психику. Его дочь Светлана отмечала в этой связи, что смерть жены Сталин расценил как предательство и удар ему в спину. Он утратил веру в людей и ожесточился.

### Отношение к детям

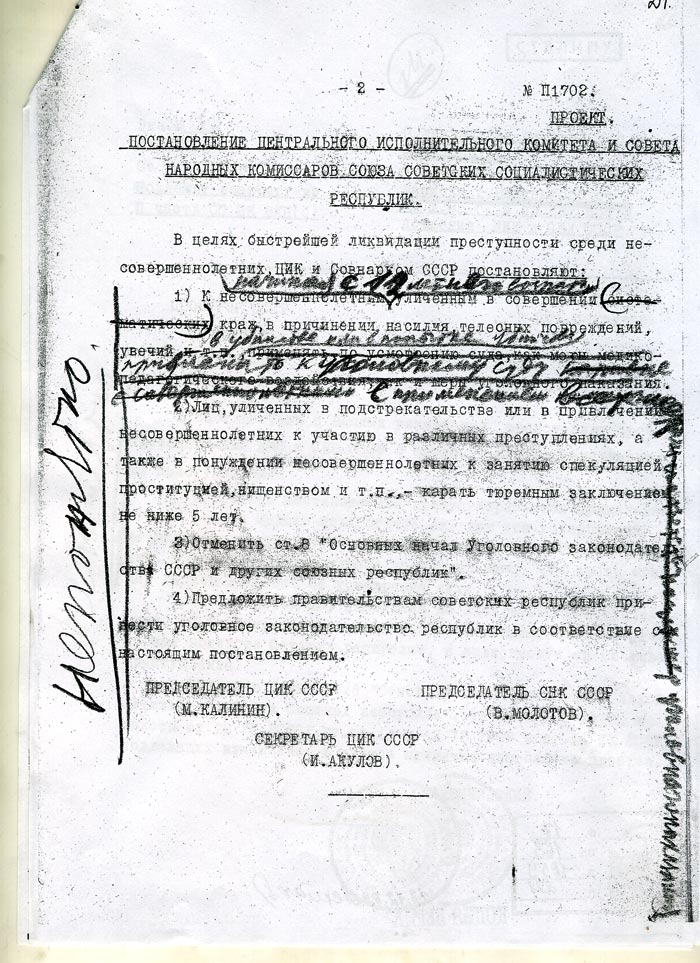
Проект постановления ЦИК и СНК Союза ССР «О борьбе с несовершеннолетними преступниками». (С дополнениями и пометками И. Сталина

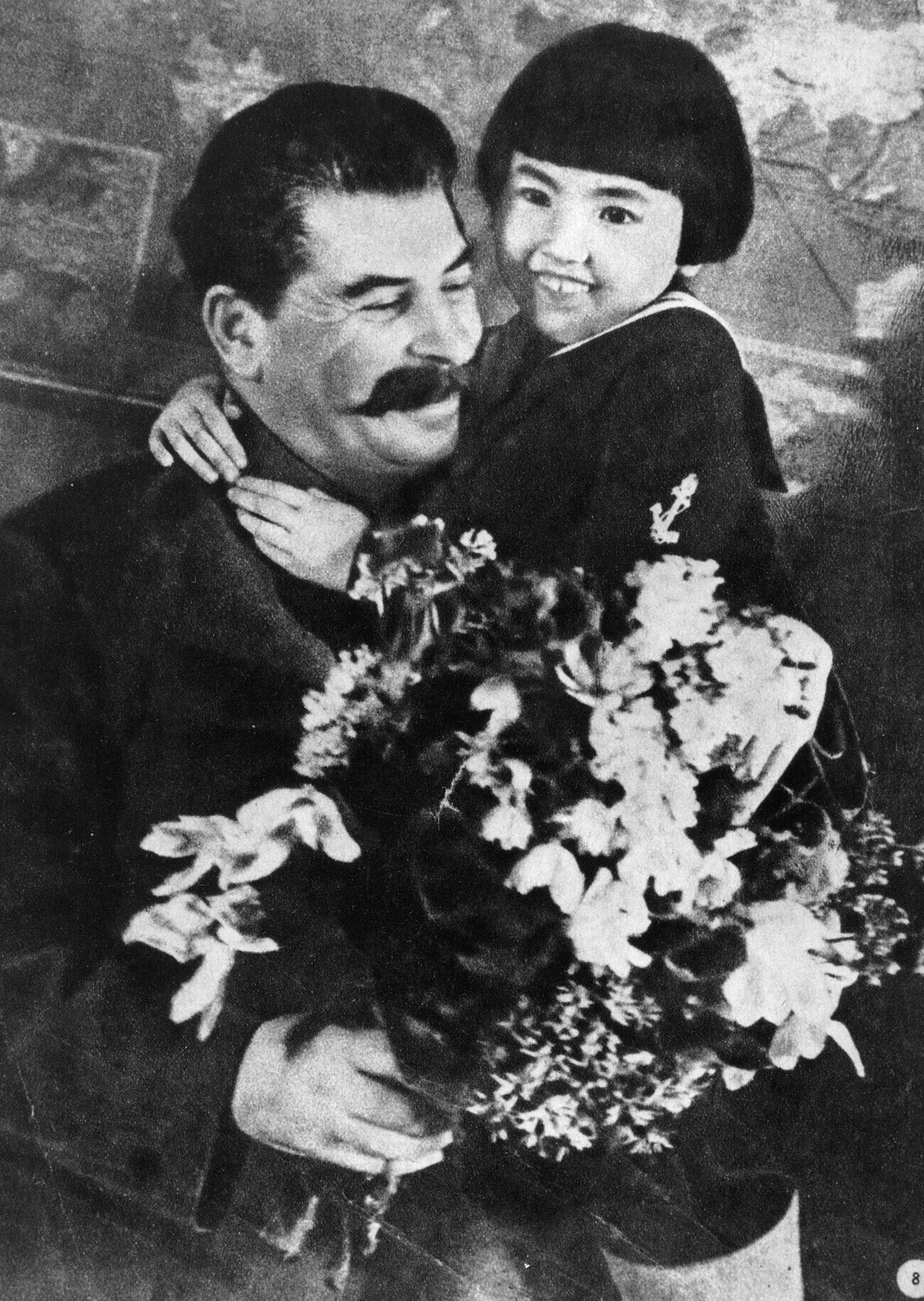
Фотография „Друг детей“, на снимке Геля Маркизова, чьи родители впоследствии были репрессированы

По утверждению Ранкур-Лаферьера, Сталин жестоко обращался не только с собственными детьми, но и с любыми другими детьми. И он считает, что, даже если существуют фотографии, на которых Сталин стоит в окружении улыбающихся детей, он останется в истории как один из самых жестоких по отношению к детям правителей. В свою очередь, историк А. В. Антонов-Овсеенко приводит несколько случаев, в которых не последнюю роль сыграл лично Сталин. Когда Бухарин позвонил Сталину, чтобы выяснить, почему были арестованы оба сына Микояна, Генсек коротко отрезал: „Вольнодумы они!“. Когда Сталин арестовал Александра Сванидзе, он также втянул одиннадцатилетнего сына Сванидзе в то, чтобы тот дал показания против отца. Советский разведчик-перебежчик А. М. Орлов в своей книге «Тайная история сталинских преступлений» утверждал, что по указанию Сталина так же поступили и с сыном Каменева. Кроме того, он заявлял, что ранее, во время голода 1932 года, Сталин лично издавал указы о том, чтобы расстреливать голодных детей (беспризорных), которые воровали еду из железнодорожных вагонов и якобы распространяли венерические заболевания.

### Отношение к соратникам
Ранкур-Лаферьер полагает, что одной из садистских манер Сталина в его общении с соратниками было личное уверение их в том, что они находятся в безопасности, а непродолжительное время спустя их забирали работники НКВД. Например, согласно Антонову-Овсеенко, в тот самый день, когда был арестован Николай Вознесенский, Сталин пригласил его на свою дачу и даже предложил тост за его здоровье.
Как пишут профессор психиатрии из Chicago Medical School Эрнест Раппапорт и Р. А. Медведев, одной из излюбленных жертв Сталина был его личный секретарь Александр Поскрёбышев. Однажды под Новый год Сталин решил поразвлечься таким образом: сидя за столом, он стал сворачивать бумажки в маленькие трубочки и надевать их на пальцы Поскрёбышева. Потом он зажёг эти трубочки вместо новогодних свечей. Поскребышев извивался и корчился от боли, но не смел сбросить эти колпачки.
Фромм утверждает, что особенно изощрённая форма садизма Сталина состояла в практике арестовывать жён, а иногда также и детей высших советских и партийных работников и затем отсылать их в трудовые лагеря, в то время как мужья продолжали ходить на работу и должны были раболепствовать перед Сталиным, не смея даже просить об их освобождении. Так, в 1937 году была арестована жена Калинина, жена Молотова (был также арестован ряд её родственников), жена и сын Отто Куусинена, одного из ведущих работников Коминтерна, брат Кагановича — всех отправили в трудовые лагеря.
Дочь Сталина Светлана вспоминает, что по её заявлению Поскрёбышев сам был вынужден представить на подпись Сталину ордер на арест своей жены. При этом он попытался встать на её защиту. «Так как органы НКВД считают необходимым арест Вашей жены, — сказал Сталин, — так и должно быть». И он подписал ордер. Увидев выражение лица Поскрёбышева, Сталин засмеялся: «В чем дело? Тебе нужна баба? Мы тебе найдем». И действительно, вскоре в квартире Поскрёбышева появилась молодая женщина и сказала, что ей было предписано вести его домохозяйство.

## Комплекс неполноценности
Ряд психоаналитиков, а также учёных, не использующих психоанализ, отмечает, что Сталин был о себе низкого мнения и у него была низкая самооценка.
Известный психиатр и психоаналитик Густав Быковский, например, говорит о «бессознательном комплексе неполноценности» Сталина. Нарциссизм Сталина в некоторые моменты его жизни ущемлялся. Согласно теории психоанализа, ущемление нарциссизма, если оно не вызывает депрессивной тенденции или тенденции к самоубийству, может привести через защитную реакцию к мании величия или чувству превосходства. В отличие от здорового чувства всемогущества в ребёнке или в уверенном в себе, хорошо приспособленном к внешней среде взрослом человеке, бред величия носит защитный характер и маскирует скрытое беспокойство.
Н. С. Хрущёв утверждал, что Сталин своей рукой вносил самовосхваляющие пассажи в рукопись официальной «Краткой биографии» и в качестве примера приводил следующее предложение в ней: «На разных этапах войны сталинский гений находил правильные решения, полностью учитывающие особенности обстановки». Чарльз Роберт Такер указывает, что Сталин считал себя гением: «Чтобы понять Сталина, мы должны увидеть его как человека, для которого выражение „гениальный Сталин“, постоянно применяемое к нему средствами массовой информации после середины 30-х годов, выражало его фундаментальные представления о себе самом». Ранкур-Лаферьер полагает, что коллеги Сталина превосходно понимали, что его нарциссизм нуждался в постоянной поддержке в виде подобных выражений, и знали, что любые протесты с его стороны были фальшивыми.
Чувство неполноценности у Сталина иногда проявлялось неожиданным образом. Например, Уинстон Черчилль описывает один случай на Потсдамской конференции: «Затем произошло нечто весьма странное. Мой грозный гость поднялся со своего места с карточкой меню в руках и пошёл вокруг стола, собирая автографы многих из присутствующих. Я никогда бы не подумал, что он мог быть собирателем автографов! Когда он вернулся ко мне, я, по его просьбе, поставил свою подпись, и мы оба посмотрели друг на друга и рассмеялись. Глаза Сталина искрились весельем и юмором». Ранкур-Лаферьер высказывает теорию, что столь странное желание лидера крупного государства иметь автографы знаменитостей могло объясняться желанием, даже в зените влияния и почёта, иметь осязаемое, письменное доказательство того, что он был на короткой ноге со знаменитостями.

## Нарциссизм и культ личности
Согласно Рангур-Лаферьеру, «Сталин компенсировал свою нарциссическую ущербность, соорудив напыщенный образ своего „Я“». Окружающие его сотрудники протянули руку помощи, периодически снабжая Сталина «нарциссическими поставками». Одним из механизмов защиты у Сталина была проекция. Например, в тяжёлых потерях, понесённых Красной армией в течение первых месяцев войны с Германией, Сталин обвинил Г. К. Жукова. После того, как войска Гитлера напали на Советский Союз, Сталин поддразнивал Молотова на банкете с союзниками: «Молотов, встань и расскажи всем о твоём пакте с немцами».
Сталин организовал масштабный культ личности самого себя, в который включились и средства массовой информации, и деятели искусства и академической науки.

По наблюдениям Вольского и Суварина, уже сам по себе характер того, как относилась к Сталину пресса тех лет, может служить доказательством его бреда величия. Вот список некоторых грандиозных эпитетов, использовавшихся средствами массовой информации по отношению к Сталину при его жизни:
- Великий Вождь советского народа,
- Вождь мирового пролетариата и просто — Великий вождь,
- Великий Друг детей, а также — Друг женщин, колхозников, художников, шахтёров и актёров, водолазов и бегунов на длинные дистанции,
- Продолжатель дела Ленина
- Великий мастер смелых революционных решений и крутых поворотов,
- Преобразователь природы,
- Великий Кормчий,
- Великий стратег революции,
- Величайший полководец,
- Маршал, Генералиссимус,
- Знаменосец коммунизма,
- Отец Народов,
- Отец, Вождь, Друг и Учитель.
- Великий интернационалист
- Почётный пионер, Почётный академик,
- Гений человечества,
- Корифей науки,
- Величайший гений всех времен и народов

Ранкур-Лаферьер считает, что в своей мании величия Сталин иногда доходил до отождествления себя с Богом. Разговаривая с католикосом Грузинской православной церкви в середине 40-х годов, Сталин спросил его: «И кого же Вы больше боитесь — меня или Бога?». Служитель церкви был в замешательстве и не смог ответить. Тогда Сталин высказал следующее наблюдение: «Я знаю, что Вы больше боитесь меня, иначе Вы не пришли бы на встречу со мной в обычной гражданской одежде».
По мнению главного специалиста государственного архива РФ, д. и. н. Олега Хлевнюка, у Сталина были определённые проблемы с психикой именно на почве необъятной власти.

## Паранойя
Говорили, что накануне своей внезапной смерти в 1927 году В. М. Бехтерев в присутствии своего помощника С. С. Мнухина охарактеризовал только что обследованного им Сталина как параноика. Однако позже внучка Бехтерева эту информацию поставила под сомнение. В 1937 году Д. Д. Плетнёв выявил у Сталина бред величия и бред преследования. В 1965 году обследовавший Сталина терапевт А. Л. Мясников написал в своих воспоминаниях, что атеросклероз мозговых артерий в последние годы жизни Сталина мог быть причиной его жестокости и подозрительности, боязни врагов, крайнего упрямства и утраты адекватности в оценке людей и событий. В 1988 году А. Е. Личко высказал мнение, что у Сталина была паранойя. С другой стороны, психиатр Марк Рыбальский считает, что параноидной шизофрении у Сталина не было. Президент Всемирной федерации неврологов В. Хачински также ставит под сомнение наличие тяжёлого психического заболевания у Сталина в ранние годы его жизни и полагает, что у него было параноидное расстройство личности. По мнению Хачински, лишь в послевоенные годы состояние Сталина стало заметно прогрессировать в сторону паранойи.

### Бред преследования
Научный сотрудник Оксфордского университета Алекс Де Йонг цитирует отчёт Министерства иностранных дел Великобритании, где говорится, что Сталин так боялся покушения, что его врач «должен был осмотреть ряд людей, которые все были так похожи на Генерального секретаря, что он не знал, кто из них был Сталин».

Возьмём, например, проходы Сталина по коридорам Кремля. Это было одним из своеобразных ритуалов его культа. Идёшь с бумагами, смотришь: сам, в окружении охраны. Впереди Сталина метрах в 25—30 шёл один охранник. А за ним примерно в двух метрах шло ещё два человека. Полагалось стать к стене спиной, держать руки на виду и ждать, когда он пройдет…

Министр кинематографии СССР Иван Большаков перед одним из просмотров стоял в коридоре, ожидая, когда в кинозал войдут члены Политбюро, которые почему-то задерживались. Прохаживался, переминался с ноги на ногу и в момент, когда подошёл Сталин, оказался в тени. Сталин не узнал его и закричал: «Кто вы такой?! Что вы там делаете?!» Потом присмотрелся и зло спросил: «Почему вы прячетесь?!» Как говорил Большаков, у Сталина было такое лицо, что он неделю после этого ежесекундно ждал ареста. Но пронесло.— из воспоминаний Михаила Смиртюкова, заместителя заведующего секретариатом Совета народных комиссаров СССР
Н. С. Хрущёв в своей речи на XX съезде партии в 1956 году описывает то, что, согласно Ранкур-Лаферьеру, является очевидными параноидными симптомами:

Сталин был очень недоверчивым человеком; он был болезненно подозрителен; мы знаем это по работе с ним. Он мог посмотреть на кого-нибудь и сказать: «почему ты сегодня не смотришь прямо?» или «почему ты сегодня отворачиваешься и избегаешь смотреть мне в глаза?»

Такая болезненная подозрительность, по мнению Хрущёва, создала в нём общее недоверие и к выдающимся партийцам, которых он знал годами, поэтому всюду и везде он видел «врагов», «лицемеров» и «шпионов». Также Хрущёв отмечал следующее:

Вследствие необычайной подозрительности Сталина у него даже появилась нелепая и смехотворная мысль, что Ворошилов был английским агентом. (Смех в зале.) Да, да, — английским агентом. В доме Ворошилова была даже сделана специальная установка, позволяющая подслушивать, что там говорилось.

Нейрохирург и историк Берт Эдвард Парк приводит несколько примеров, которые, по его мнению, подтверждают, что после войны у Сталина крайне усилилась подозрительность. В одном разговоре с Жуковым Сталин признался, что боится собственной тени. Во время ужина с членами Политбюро он неожиданно обвинил молчавшего Жданова в том, что того якобы ничего не волнует. Он жаловался на генерального секретаря ЦК Польской рабочей партии Владислава Гомулку, что тот всё время смотрит прямо в его глаза и записывает каждое его слово. В 1951 году он сказал в присутствии Микояна и Хрущёва, что никому не доверяет, даже самому себе.

### Антисемитизм
Некоторые исследователи личности Сталина, в частности, профессор Принстонского университета Роберт Такер и профессор Калифорнийского университета Даниель Ранкур-Лаферьер, считают, что паранойя Сталина ярко проявлялась в его антисемитизме. Ранкур-Лаферьер отмечает в этой связи послевоенную кампанию против «безродных космополитов», когда евреев вычищали из сферы государственного управления и других организаций, массовые аресты и расстрелы деятелей еврейской культуры и ликвидацию еврейских школ, театров и газет. Особое внимание обращается на так называемое «Дело врачей», в ходе которого группа медиков, главным образом евреев, была обвинена в убийстве или попытке убийства высокопоставленных советских работников. В ходе этого антиеврейского процесса Сталин, по словам Хрущёва на XX съезде КПСС, обвинил членов Политбюро в недостатке суровости: «Вы слепцы, котята, что же будет без меня — погибнет страна, потому что вы не можете распознать врагов». Статью про «врачей-убийц» Сталин правил лично.

### Массовые репрессии
Массовые репрессии были одним из самых ярких публичных проявлений того, что Сталин постоянно ощущал себя кем-то преследуемым.
Процессы 1930-х годов служили не только политическим символом логической обоснованности «большого террора», но в то же время были психологическим символом попытки логически оправдать параноидную тенденцию самого Сталина».
По оценкам Такера, мир «большого террора», «чисток» и судебных процессов, заполненный множеством замаскированных «врагов народа», плетущих заговор с целью уничтожения сталинского режима и самого Сталина, был образным миром самого Сталина. Под сталинским руководством НКВД с помощью Вышинского и других людей подтверждал реальность этого мира и заставлял его проявляться ещё более конкретно и убедительно, используя для этого аресты большого числа советских граждан, вынуждая их сознаваться, что они были замаскированными врагами, и выставляя их на показательные судебные процессы, в которых бывшие ведущие оппозиционеры и другие люди публично объявляли себя виновными в измене. Соответственно, мы можем рассматривать эти процессы как приводной механизм, передающий вовне работу чего-то похожего на параноидную систему, составляющими которой являются центральная тема (великий заговор) и злобная псевдообщность («Блок правых и троцкистов»). В этом отношении стенограмма процесса[какого?] является документом из истории человеческой психопатологии.

## Социопатия
Психоаналитик Джордж Морейтис описывает внутренний мир Сталина как «регрессивные восприятия примитивного индивида, потерявшего связь с интеллектуальным и эмоциональным чувством реальности обыкновенного человека».

## Критика
Научный сотрудник кафедры английской и классической культуры Университета Фри-Стейта Франсуа Ретиф и профессор кафедры истории Университета Фри-Стейта Андре Весселс полагают, что несмотря на то, что Сталину был свойствен нарциссизм, элементы садизма и выраженные черты параноидного расстройства личности, он не был сумасшедшим. Он быстро схватывал реальность и был способен манипулировать другими обладающими властью людьми. Такие качества исключают и шизофрению. Кроме того, авторы утверждают, что нет каких-либо доказательств о наличии у Сталина галлюцинаций, которые могли бы служить основанием для постановки диагноза психоза.
Профессор-эмерит истории Северо-Западного университета Дэвид Джоравски считает, что Д. Ранкур-Лаферьер недостаточно обосновывает свои выводы историческим материалом и игнорирует источники, которые противоречат его теории. Например, Светлана Аллилуева пишет, что отец Сталина бил только свою жену, а Иосифа била мать. Кроме того, она опровергает слухи о том, что Сталин бил своих детей. По мнению Джоравски, Сталин был прагматичным центристом, и для историков представляет больший интерес анализ коллективной ментальности, которую Сталину удалось мобилизовать и использовать.
Профессор современной российской истории Даремского университета Сара Дэвис и профессор современной европейской истории Лидского университета Джеймс Харрис критикуют психоисторический подход к биографии Сталина в целом как чрезмерно гипотетический, хотя работы Такера более исторически обоснованы, чем психоаналитическое толкование Ранкур-Лаферьера.
Профессор-эмерит Калифорнийского университета в Санта-Барбаре и старший научный сотрудник Гуверовского института Стэнфордского университета Роберт Вессон также находит психоисторический подход неубедительным. Он считает натянутым объяснение поступков Сталина комплексом неполноценности, а не свойственной ему жестокостью и тщеславием. Вессон обращает внимание на то, что преданные матери и жестокие отцы были распространённым явлением в Грузии XIX века, однако судьба Сталина разительно отличается от судеб большинства его соотечественников.
Профессор Института российской истории РАН В. С. Лельчук полагает, что о развитии личности Сталина лучше всего говорят его поступки. Анализ психики Сталина представляет собой ценность, если благодаря ему можно объяснить, зачем Сталин примкнул к большевикам, как ему удалось победить в борьбе за единовластие, почему он принимал те или иные решения и т. д. Лельчук считает, что психоисторический подход Р. Такера в конечном итоге привёл его к ошибочному выводу, что Сталин видел в Ленине образец для подражания, тогда как Лельчук утверждает, что Сталин неоднократно отходил от ленинского учения задолго до консолидации своей власти. По мнению Лельчука, Сталин был прежде всего первоклассным аппаратчиком, который для достижения личных целей использовал политические спецслужбы.
Профессор-эмерит кафедры политологии Карлтонского университета Тереза Раковска-Хармстоун также усматривает внутреннее противоречие в том, что, согласно Такеру, Сталин разрушил ленинское наследие вопреки своей идентификации с Лениным. Она ставит вопрос, нельзя ли объяснить поведение Сталина особенностями российской культуры с её самодержавным прошлым. На взгляд Раковска-Хармстоун, психобиографии Сталина недостаточно для понимания сталинского периода, и её необходимо как минимум дополнить психобиографией Ленина.
Роберт Уильям Дэвис считает, что для проверки утверждений, которые психобиографы делают о Сталине, необходимо провести аналогичный анализ для других лиц из его окружения и объяснить, почему одни проиграли Сталину в борьбе, а другие вошли в его команду. Р. Дэвис полагает, что экономические, социальные и политические обстоятельства часто играли более значимую роль по сравнению с душевными переживаниями и прихотями Сталина, и что многие его решения были вынужденными. На основе работ Такера Р. Дэвис делает вывод, что своим параноидным поведением Сталин был обязан не только бессознательным мотивам, но и объективной враждебности со стороны других партийных деятелей.